# Be File System
O Be File System (BFS, ocasionalmente, é impropriamente denominado BeFS, para evitar qualquer confusão com Boot File System - BFS, nome usado no Linux) é o sistema de arquivos nativo para o BeOS.
BFS foi desenvolvido por Dominic Giampaolo e Cyril Meurillon ao longo de um período de dez meses, com início em Setembro de 1996, fornecer para BeOS  um sistema de arquivos moderno de 64 bits capaz de journaling. Em caso sensível e capaz de ser usado em disquete, discos rígidos e mídia de somente leitura como CD-ROMs, embora seu uso em pequenas mídias removíveis não é aconselhável, como o arquivo de cabeçalhos do sistema consomem de 600KB a 2MB, tornando os disquetes praticamente inúteis.
Como seu antecessor, OFS (Old Be File System, escrito por Benoit Schillings, também foi chamado BFS quando corrente),  que inclui suporte para os atributos de arquivo estendido (metadados), com características de indexação e consulta para fornecer funcionalidade similar ao um banco de dados relacional.
Embora concebido como um sistema de arquivo de 64 bits, o tamanho de algumas estruturas no disco, significa que o tamanho limite prático é de aproximadamente 2 exabytes.Similar o grau de alocação de arquivos baseado reduz o tamanho do arquivo praticamente máximo de cerca de 260 gigabytes no melhor e tão pouco como alguns blocos em um pior caso patológico, dependendo do grau de fragmentação.
Seu processo de projeto, application programming interface e funcionamento interno são, em sua maior parte, documentada no livro Practical File System Design with the Be File System.

## Implementações
Além do original BFS usado BeOS em 1996, existem várias implementações para Linux. No início de 1999, Makoto Kato desenvolveu um Be File System Driver para Linux; porém, o driver nunca alcançou um estado de completo, de modo estável em 2001, Will Dyson desenvolveu sua própria versão do Linux BFS driver.
Como parte da tentativa OpenBeOS (agora Haiku) para recriar o sistema operacional BeOS em 2002, Axel Dörfler e outros poucos desenvolvedores criam e lançam um chamado BFS reimplementado OpenBFS. Em janeiro de 2004, Robert Szeleney anunciou que tinha desenvolvido um fork deste sistema de arquivos OpenBFS para uso no SkyOS sistema operacional.  A implementação OpenBFS regular também foi portado para Syllable e está incluído desde a versão 0.6.5.